# Praia de Guaratiba
A praia de Guaratiba esta localizada em Prado, no litoral do extremo sul estado da Bahia. Esta localizada entre Alcobaça e Prado, a 10 km da cidade de Prado, contém um bairro e balneário de mesmo nome.
É considerado um lugar de sossego, apresenta paisagens naturais exuberantes, trilhas ecológicas, diversidade de animais, tendo como foco medidas protetivas com tartarugas , já que há uma quantidade considerável de desova desses animais nessa praia, assim como o bicho preguiça que também é um animal muito presente nesse ambiente, inclusive é considerado o animal mascote representativo da praia de Guaratiba.
O ambiente é formada por muita vegetação, como umbaúba que são utilizadas como alimentos pelos bichos preguiças , coqueiros , palmeiras, castanheiras , etc. Possui diversas  lagoas exuberantes, onde habita diferentes formas de vida. 
Contem um recife que pode ser visitado através de passeios marítimos, onde podem ser realizados mergulhos para observar a variedade de vidas marítimas, com a possibilidade de encontrar animais como tartarugas, baleias, polvos dentre outros.
A praia possui um extensa faixa de areia branca, mar geralmente límpido e calmo, com aguas com menor salinidade devido a proximidade com  o desague com o rio Jucuruçu.
Denominada bairro de Prado, mas com um funcionamento coincidente com uma mini vila, já que possui infraestrutura que garante aos moradores ou hospedes comodidades, dispensando a necessidade  de locomoção para as cidades vizinhas.